# Abasidska palača
Abasidska palača ([[lang-ar|القصر العباسي|Al-Qasr al-Abbasi}}) je starodavni abasidski kompleks in iraška zgodovinska palača, ki stoji blizu reke Tigris na al-Rusafa strani Bagdada v Iraku. Severno od ulice Mutanabi in del območja al-Maidan. Palača sega v 12. stoletje in jo je zgradil abasidski kalif al-Nasir (čeprav je to sporno) in je bila uporabljena kot sprehodna in opazovalna utrdba za kalifa. Abasidska palača je eden redkih preostalih primerov stavb iz obdobja Abasidov v Bagdadu, skupaj z medreso Mustansarija, mošejo Al-Khulafa in drugimi.
Abasidska palača velja za eno najpomembnejših arheoloških stavb v Bagdadu zaradi svoje starosti in islamske arhitekture, ki se razlikuje od kasnejših arabskih arhitekturnih slogov. Območje, v katerem stoji palača je del poskusnega seznama Unescove svetovne dediščine.

## Ozadje
Palača naj bi bila zgrajena pod vladavino abasidskega kalifa al-Nasirja in vključuje posebne primere islamske arhitekture in fasade tistega časa. Palača je bila zapuščena do leta 1980 pod vodstvom nekdanjega predsednika Sadama Huseina, ko je bila palača obnovljena v sedanji obliki in je služila tudi kot sedež nekdanje iraške hiše kulture in umetnosti.

### Razprava o izvoru palače
Raziskovalci in zgodovinarji, ki so preučevali palačo, so ji po svojih mnenjih in raziskavah dali številna imena. Najprej se je imenovala Iwan al-Qala'a ali Grajska palača. Razpravljali so tudi o tem, katera od abasidskih palač je to. Nekateri zgodovinarji, vključno z iraškima zgodovinarjema Mustafo Džavadom in Ja'kubom Sarkisom, so podprli idejo, da je bila palača al-Nasirjeva, pri čemer so se zanašali na zgodovinske in shematične dokaze, vključno s tem, kar je omenil andaluzijski popotnik Ibn Džubair na svojem potovanju v Bagdad, kjer je poročal, da je videl kalifa al-Nasir, ko se je s čolnom spustil do svoje palače na vrhu vzhodne strani na obali reke Tigris. To se ujema z lokacijo palače, saj je na vrhu vzhodne strani skupaj s starim bagdadskim obzidjem, ki ima še vedno temelje v steni palače. Al-Nasir je med letoma 1180 in 1184 porušil obzidje in na njegovem mestu zgradil to palačo. Čeprav so tudi trdili, da bi palača morda pripadala kalifu Al-Mustansirju in da je bila stavba medresa, imenovana 'medresa al-Šarabi', namesto kalifova palača. Kljub temu je kompleks postal znan kot Abasidska palača.

### Nedavni razvoj
Maja 2018 je v abasidski palači potekala slovesnost, ki je vključevala branje poezije ob igranju na oud, sledilo je igranje sufijskih skladb s skupino, pesmi maqam iz iraške dediščine, razstava umetniških del in folklorni bazar, ki je vključeval dodatke, ročno izdelane preproge in ročna dela. Dogodek je spremljalo množično in raznoliko občinstvo ter tudi nadzor generalnega direktorja Oddelka za javne odnose s kulturo, Falaha Hasana Šakerja. Ta dogodek je dal tudi dve glavni sporočili. Prva pošilja svetu sporočilo, da so Iračani ponosni na svojo dediščino in civilizacijo, pri čemer vsi sodelujejo pri obujanju te priložnosti, drugo sporočilo pa je bilo namenjeno iraški vladi, da mora biti pozorna na iraška arheološka najdišča in stavbe dediščine. Nadzornik bagdadskega dosjeja, mesta literarne ustvarjalnosti, dr. Sadik Rahma, je dogodek pohvalil z besedami: »Abasidska palača je nov ustvarjalni prostor, v katerem lahko izvajamo prihodnje dejavnosti in dejavnost Oddelka za kulturna razmerja je danes ena najboljših kulturnih dejavnosti, zlasti po njeni sanaciji, ko je bila popolnoma zanemarjena.«
26. marca 2022 je minister za kulturo, turizem in starine, Hassan Nazim, obiskal Abasidsko palačo, da bi si ogledal kompleks, da bi ga obnovili in ohranili, potem ko je bila priznana njegova vloga pomembne znamenitosti dediščine.

## Arhitektura

### Vhod
Vrata kompleksa so na zahodni strani stavbe, ki gleda na reko Tigris in vodijo na pravokotno dvorišče. Vhod v palačo so sestavljen iz oltarja s streho, okrašeno z rezbarijami, in klopmi, namenjenimi stražarjem in služabnikom. To je vhod v palačo in oltar ob strani Velike palače. Dolg je več kot 21 metrov in je obdan z dvema nišama v obliki velikega, polnega kroga ter je vgravirana s koranskimi verzi. Velja za največjo dediščino abasidskega oboka v Bagdadu v bogato okrašenem islamskem arhitekturnem slogu.

## Lega
Palača je znana po svojem posebnem arhitekturnem rezbarskem slogu v islamski arhitekturi, ki je podoben medresi Mustansarija. Znotraj kompleksa je pravokotno dvorišče z velikim vodnjakom na sredini, dvorišče odlikujejo opečni okrasi različnih velikosti in oblik. Dvorišče obdajajo hodniki in veže, od katerih je vsak dolg več kot 26 metrov in visok več kot devet metrov. Hodniki vsebujejo muqarnas in se skozi koničaste loke odpirajo na dvorišče. Ko vstopite v palačo, lahko začutite hladen zrak, ki jo obkroža, to je zato, ker je bila stavba zasnovana tako, da je poleti hladna in pozimi topla. Opeke stavbe, ki so bile uporabljene za stene in strope, so bile izpostavljene visokim temperaturam, da so lahko bolj trpežne in trdne. Okrasne opeke so bile izpostavljene srednjim in nizkim temperaturam, da sta lahko kipar in inženir iz njih izdelala okraske in skulpture. Stene stavbe so debele, zaradi česar je bila palača utrjena in trpežna. V pritličju je 18 sob, v drugem nadstropju pa 22. Med sobami je ivan, sobe medrese in molitvena mošeja. Deli kompleksa so okrašeni tudi z arabesknimi motivi, ki izvirajo iz Bagdada.
- Splošni detajli o Abasidski palači
- Dvoprišče
- Eden od lokov
- Muqarnasv dvoranah palače
- Ena od ulic palače

Zidani loki in iwani palače vključujejo obokane vdolbine in so napolnjeni z izrezljanimi geometrijskimi okraski.